# 普拉特维耶勒
普拉特维耶勒（法語：Pratviel，法語發音：[pʁatvjɛl]）是法国奥克西塔尼大区塔恩省的一个市镇，属于卡斯特尔区。

## 地理
普拉特维耶勒（43°38'18"N, 1°53'2"E）面积7.11 平方千米，位于法国奧克西塔尼大區塔恩省，该省份为法国南部内陆省份，北起顺时针与阿韦龙省、埃罗省、奥德省、上加龙省和塔恩-加龙省接壤。
与普拉特维耶勒接壤的市镇（或旧市镇、城区）包括：阿尔冈、马格兰、马尔藏斯、马萨克-塞朗、罗克维达勒、泰索德。

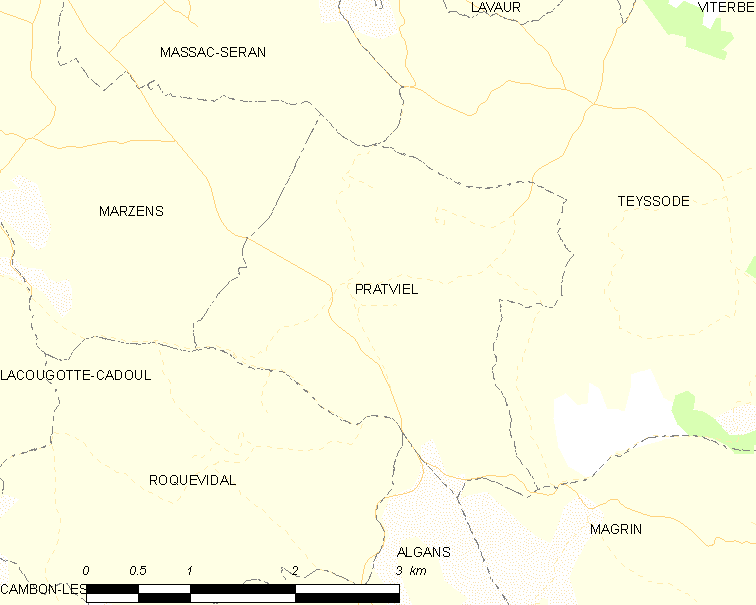
普拉特维耶勒的OSM定位图

普拉特维耶勒的时区为UTC+01:00、UTC+02:00（夏令时）。

## 行政
普拉特维耶勒的邮政编码为81500，INSEE市镇编码为81213。

## 政治
普拉特维耶勒所属的省级选区为阿古平原县。

## 人口

1962-2008年间普拉特维耶勒人口变化图示

普拉特维耶勒于2022年1月1日时的人口数量为91人。